# Rox (serie televisiva)
ROX è un telefilm belga per ragazzi prodotto tra il 2011 e il 2015.

## Trama
Tre straordinari e talentuosi ragazzi vengono selezionati dal Governo per formare un team segreto. La loro missione: riuscire dove tutti gli altri falliscono.
La loro arma: ROX, un'auto supertecnologica dotata di intelligenza artificiale.